# Willem Melis
Willem L.M.J. Melis (Kemzeke, 31 juli 1907 – Sint-Niklaas, 9 maart 1984) was een Vlaams advocaat, ambtenaar, journalist, en politicus.

## Levensloop
Na zijn middelbare school (Grieks-Latijnse Humaniora aan het Klein Seminarie te Sint-Niklaas) studeerde hij rechten te Leuven, waar hij actief lid van KVHV-Leuven was en meerdere bestuursfuncties waarnam. Hij was o.a. hoofdredacteur van Ons Leven.
Hij vervolledigde zijn rechtenstudie aan de Universiteit van Nancy en de Rijksuniversiteit Gent waar Melis afstudeerde als Doctor in de Rechten in 1931.
Hij was een neef van de katholieke politicus Paul Orban. Samen met Dr. Mon de Goeyse en Paul Lebeau richtte hij in 1927 de traditionele Duitse studentenvereniging, K.A.V. Lovania Leuven, herop, in een poging om het Leuvense studentenleven te veredelen. Hij ontpopte zich tot studentenleider tijdens het interbellum in kringen van zowel het AKVS als het KVHV als de Waassche Studentengilde
In de winter 1937-1938 organiseerde hij te Sint- Niklaas met het Comité voor Politieke en Sociaal-Economische Voorlichting een reeks voordrachten waar graaf Louis de Lichtervelde, Leo van der Essen, Tony Herbert, Frans van Cauwelaert en Joris Van Severen het woord voerden en waarop de Beneluxgedachte avant la lettre naar voren kwam. Melis gaf in 1938 de tekst van de voordrachten uit in brochurevorm.
Melis werd actief in het Algemeen Vlaams Nationaal Verbond (AVNV) in het Waasland en tevens in de pogingen om een Vlaams-nationale eenheidsorganisatie tot stand te brengen. Dit mislukte. Hij was lid van het Verdinaso in de periodes 1934–1938 en 1940-1941 en medestichter van de Vereniging België–Nederland–Luxemburg. Hij was een vooraanstaand medewerker van Joris van Severen. Melis schreef ook voor het dinasoblad Hier Dinaso!. Hij was de collaboratierichting niet goed gezind en verliet in 1941 samen met onder meer Frantz Van Dorpe het Verdinaso.
Tijdens de Tweede Wereldoorlog was Melis directeur van de dienst pers en propaganda van de Nationale Landbouw- en Voedingscorporatie, waarvoor hij een groot aantal voorlichtingsorganen uitgaf, en voorzitter van Boerenhulp aan stadskinderen.
Na de Tweede Wereldoorlog bekleedde hij, van mei tot september 1947, de functie van 'voorlopig hoofd van de algemene redactie' van de heruitgegeven De Standaard. Hij werkte mee aan De Vlaamse Linie waarin hij pleitte voor een algemene amnestie voor de medewerkers aan de collaboratie tijdens de Tweede Wereldoorlog.
In 1951 was hij betrokken bij de oprichting van het pluralistisch vormingsinstituut Stichting Lodewijk de Raet. In 1957 was hij een van de stichters van het Genootschap De Nederlanden in Europa, waarvan hij voorzitter voor Vlaanderen geweest is.
Melis was tevens advocaat en werd verkozen tot stafhouder van de balie van Dendermonde voor de periode 1966-1968. Hij was een publiek voorvechter van de sociaal-economische ontwikkeling in het Land van Waas en van de samenwerking tussen Vlaanderen en Nederland.
Als politicus was hij gemeenteraadslid en later schepen van financiën te Sint-Niklaas voor de CVP, van 1971-1976.
Van 1973 tot zijn dood verbleef hij in de Voorhouthoeve te Kemzeke. Op initiatief van het Davidsfonds werd er een gedenkplaat opgericht op deze plaats op 29 juni 2008. Historicus Jan Creve en eresenator Ferdinand De Bondt hielden gelegenheidstoespraken.